# Тимирёв, Владимир Сергеевич
Влади́мир Серге́евич Тимирёв (4 октября 1914 — 28 мая 1938, Бутовский полигон, Московская область) — советский художник. Член Союза художников СССР.

## Биография
Родился 4 октября 1914 года. Сын морского офицера Сергея Николаевича Тимирёва и его жены Анны Васильевны. В 1917—1922 в связи с отъездом родителей воспитывался в Кисловодске в семье деда по матери, музыканта, дирижёра и педагога В. И. Сафонова (он умер в 1918 г., бабушка — в 1921 г.). Основную часть этого времени Анна Тимирёва провела в Сибири с адмиралом Александром Колчаком, одним из предводителей Белого движения, в которого была влюблена ещё с дореволюционных лет; отец — С. Н. Тимирёв, с которым она развелась в 1918 г. — находился на Дальнем Востоке, где командовал белогвардейским флотом (впоследствии эвакуировался в Китай и умер в Шанхае в 1932 г.).
В 1922 году выпущенная по амнистии Анна Тимирёва сумела приехать за сыном и вывезти его в Москву. Здесь он жил по адресу Плющиха, 31; окончил среднюю школу в Хамовниках. В детстве брал частные уроки у российского и советского художника и педагога Александра Соловьёва, который со времён гражданской войны был близким знакомым его матери. Учился в Строительно-конструкторском техникуме (1929—1931), потом — в Московском архитектурно-конструкторском институте (1931—1933). С начала 1930-х годах занимался газетной и книжной графикой, иллюстрировал Джека Лондона. С 1933 г. — штатный художник в Загорском научно-экспериментальном институте игрушки. Член Союза художников. В 1934 г. состоялась персональная выставка акварелей в Москве. В 1935 г. в составе научной экспедиции ездил на Каспий, изучал планктон Каспийского моря.
Художественные работы хранятся в Музее искусств им. И. В. Савицкого, Нукус (более 100 работ); в Пермской художественной галерее (около 15 работ); Музее изобразительных искусств им. А. С. Пушкина (две работы), Институте игрушки в Сергиевом Посаде. Работы Владимира Сергеевича экспонировались на выставке «Художники первых пятилеток» (Москва, 1979).

## Арест и расстрел
Был арестован 22 марта 1938 г. При обыске, сопутствовавшем аресту, изъяты шпага, кинжал и кремнёвый пистолет.

Обвинительное заключение

(По следственному делу № 5038 по обвинению ТИМИРЕВА Владимира Сергеевича)
Произведенным расследованием установлено, что ТИМИРЕВ Владимир Сергеевич в 1934 году был завербован немецким разведчиком ЛИНК Павлом Фердинандовичем, для к-р шпионской деятельности.
По заданию ЛИНК — Тимирев, будучи участником Океано-Географической экспедиции, собирал и передавал ему сведения о развитии рыбной промышленности, состоянии рыбо-консервных заводов, судоверфей, а также производил зарисовки объектов рыбной промышленности.

Допрошенный в качестве обвиняемого, ТИМИРЕВ В. С. виновным в к-р шпионской деятельности себя признал.— цит. по А. Липкову
Также Тимирёв был обвинён в том, что является пасынком Колчака (которого мог видеть разве что будучи маленьким ребёнком, живя с родителями в Гельсингфорсе), что он отрицал, заявляя, что никакого отношения к Колчаку не имеет.
17 мая 1938 г. решением Комиссии НКВД и Прокуратуры СССР Владимир Тимирёв был приговорен по ст. 58 п. 6 УК РСФСР к высшей мере наказания и 28 мая 1938 г. расстрелян на Бутовском полигоне.
Реабилитирован в 1957—1958 гг. после многочисленных запросов матери о его судьбе. В архивно-следственном деле имеется документ, в котором указаны даты приговора и расстрела, завершающийся фразой: «Считал бы правильным сообщить о крупозном воспалении лёгких», и датированная февралём 1957 года подложная справка о смерти «от крупозного воспаления лёгких 17.02.43 в ИТЛ».

## Вероятные причины ареста
По-видимому, причиной ареста и последующего расстрела Владимира Тимирёва стало то, что он встречался с дочерью А. И. Кравченко, Наташей. По показаниям матери, в 1935 г. он получил анонимное письмо с угрозой, автором которого была мать девушки, Ксения Степановна Кравченко. В 1937 г. Владимир и Наташа вновь стали встречаться, после чего на него поступил донос в НКВД, и он был арестован.
По некоторым сведениям, в 1930-е годы пробовал завязать переписку с заграницей (видимо, с отцом).